# Hibana
Hibana là một chi nhện trong họ Anyphaenidae.

## Hình ảnh

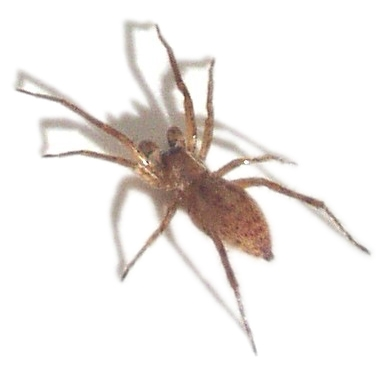